# Hugo Canditt
Hugo Canditt (* 17. April 1881 in Marienburg, Westpreußen; † 2. August 1973 in Kiel) war ein deutscher Jurist.

## Werdegang
Canditt war bis 1933 Oberverwaltungsgerichtsrat am Preußischen Oberverwaltungsgericht in Berlin. Da er von 1918 bis 1933 Mitglied der DDP gewesen war und sich weigerte, der NSDAP beizutreten, musste er als Oberverwaltungsgerichtsrat ausscheiden und wurde an die Regierung Königsberg versetzt und sein Gehalt um zwei Stufen gekürzt. Im März 1945 floh er von dort nach Schleswig-Holstein und wurde am 8. Juni 1945 beim Regierungspräsidenten in Schleswig eingestellt. Ab dem 11. Juli 1946 war er Vizepräsident des Landesverwaltungsgerichts in Schleswig-Holstein. Daneben war er nebenamtlich ab dem 24. September 1945 Direktor des Oberversicherungsamtes Schleswig. 
Am 30. November 1945 wurde er von der Militärregierung ohne Angaben von Gründen entlassen. Nachdem seine Arbeit in der Zeit des Nationalsozialismus geklärt war, wurde er am 9. November 1945 wieder in seine Ämter übernommen. Mit Genehmigung der Britischen Militärregierung durfte er über das 65. Lebensjahr hinaus im Amt bleiben. Neben seiner richterlichen Tätigkeit war er in Entnazifizierungskammern tätig. 1951 bewarb sich Canditt erfolglos um die Stelle eines Richters am Bundesverfassungsgericht. Am Ostersonntag 1952 verursachte er in seinem Dienstzimmer im Regierungsgebäude einen Brand, der seine wertvolle Büchersammlung zerstörte. Zum 30. April 1952 wurde er pensioniert.
Sein Nachlass befindet sich im Geheimen Staatsarchiv Preußischer Kulturbesitz.

## Ehrungen
- 1953: Verdienstkreuz (Steckkreuz) der Bundesrepublik Deutschland

## Schriften
- Das Oberverwaltungsgericht und das Borkumlied, In: Die Justiz, 1 (1925), S. 79–88
- Der Prozeß gegen Twesten, In: Die Justiz, 4 (1928), S. 415